# التحكم الذاتي (أغنية)
التحكم الذاتي (بالإنجليزية: Self Control)‏ هي أغنية للمطرب الإيطالي راف، صدرت عام 1984. كتبها جيانكارلو بيغاتزي وستيف بيكولو وراف. تمت عمل ريمكس للأغنية في نفس العام من قبل المغنية الأمريكية لورا برانيجان. وصلت نسختها الأولى إلى المركز الأول في ألمانيا في 15 يونيو 1984. وصلت نسخة راف لأول مرة المركز الأول في إيطاليا في 23 يونيو 1984. كان كلا النسختين من الأغنية شائعتين في جميع أنحاء أوروبا خلال صيف عام 1984 وكانا أنجح أغنية لهذا العام في ألمانيا وسويسرا. بلغت نسخة برانيجان ذروتها إلى المركز 4 على مخطط بيلبورد هوت 100 في الولايات المتحدة وذهب أيضًا إلى المركز 2 على مخطط الرقص.
أصبحت الأغنية واحدة من الأغاني المميزة في الثمانينيات، مع تسجيل عدد من الأغاني الجديدة كل عام. تشمل الأغلفة البارزة المغني البورتوريكي ريكي مارتن في عام 1993، ونسخة جديدة للرقص من قبل برانيجان في عام 2004 ونسختين في عام 2006 وصلت إلى المراكز الخمسة الأولى في مختلف الانحاء أوروبا، من قبل مجموعة الرقص الدنماركية الجهنمية (فرقة دنماركية) والمغنية الإسبانية سورايا أرنيلاس.

## نسخة راف
شارك راف، في كتابة الأغنية مع جيانكارلو بيغاتزي وستيف بيكولو. بلغ هذه النسخة إلى المركز 1 في إيطاليا. كما أنه ارتفع بشكل ملحوظ إلى المركز الأول في سويسرا بين أشواط في المركز الأول بواسطة نسخة لورا برانيجان من «التحكم الذاتي»، وبلغت ذروتها في المركز 2 في ألمانيا، وفي المركز 7 في النمسا والمركز 40 في فرنسا. أصدر راف مزيجًا موسعًا من الرقص للأغنية، مثل برانيجان، لكن نسخة راف تضمنت موسيقى الراب (يؤديها مغنيان راب آخران)، وهو نادر نسبيًا لفنان أبيض في ذلك الوقت.
سيصدر العديد من الأغاني باللغة الإنجليزية وأعاد إصدار ألبومه الأول عام 1984 راف في عام 1987 تحت عنوان التحكم الذاتي، والذي يضم اثنين من هذه المسارات.على الرغم من أن ألبومه باللغة الإنجليزية وخاصة الأغاني الفردية أثبت نجاحًا كبيرًا في إيطاليا وأماكن أخرى، فقد بدأ في إصدار ألبوماته اللاحقة بلغته الأم، والتي تم استقبالها كلها تقريبًا في إيطاليا بشكل أفضل من ألبومات اللغة الإنجليزية؛ دخل العديد منهم مخطط الألبومات العشرة الأولى في إيطاليا

## نسخة لورا برانيجان
المغنية الأمريكية لورا برانيجان أعادة غناء «التحكم الذاتي» عام 1984. تم إصدارها كأغنية رئيسية من ألبومها الاستوديو الثالث الذي يحمل نفس الاسم، وتم إصداره في نفس العام.

### التاريخ
شارك باجزى في كتابة أول نجاح كبير لبرانيجان: «جلوريا» (1982) كان غلافًا إنجليزيًا للأغنية الإيطالية الأصلية لعام 1979 التي سجلها أومبرتو توزي. في العام التالي، سجلت برانيجان أغنية إنجليزية أخرى مكتوبة على أغنية توزي وبيغاتزي، «ماما»، والتي كانت جزءًا من ألبوم عام 1983 برانيجان 2. اختارت برانيجان أغنيتين إيطاليتين إضافيتين لألبومها الثالث: الأولى، «تي آمو» مع كلمات ديان وارين مرة أخرى استنادًا إلى الأصل الأصلي لـ توزي وبيغاتزي والتي كانت أغنية منفردة في عام 1977 لتوزي. الثاني، «التحكم الذاتي» أصبح العنوان الرئيسي للألبوم وأكبر نجاح لها عالميًا. كانت أغنية «التحكم الذاتي» هي الأغنية الوحيدة من بين الأغاني الإيطالية الأربع التي سجلها برانيجان والتي كانت مؤلفة في الأصل باللغة الإنجليزية، واختار برانيجان تسجيل الأغنية كما هي مكتوبة. على عكس الأغاني الأخرى أيضًا، كانت نسخة برانيجان معاصرة لنسخة كاتبها المشارك.
تم ترتيب تسجيل برانيجان بواسطة هارولد فالترماير، تلميذ جورجيو مورودر مع روبي بوكانان، وأنتجته بوكانان مع جاك وايت في ألمانيا ولوس أنجلوس. تم تغيير خطاف لوحة المفاتيح في إصدار راف إلى نغمة جيتار لإصدار برانيجان وتم إقران الفاصل الصوتي بعنصر قرعي أكثر حدة وتكرارًا.

### معلومات الأغنية
تروي الأغنية انزلاق المغنية إلى عالم الحياة الليلية، الذي جعل جاذبيتها "تعيش" ليلاً فقط "وتعتبر نفسها" تعيش بين مخلوقات الليل ". بدلاً من التوسل الفعلي إلى مزيد من ضبط النفس، يخاطب المغني شخصًا ما: "تأخذي نفسي، وتتحكم في نفسي".

### أغنية مصورة
كان برانيجان من أوائل الفنانين في عصر الفيديو الذين عملوا مع مخرج الفيلم الحائز على جائزة الأوسكار على فيديو موسيقي عندما أخرج ويليام فريدكين (الرابط الفرنسي (فيلم) ، طارد الأرواح الشريرة (فيلم)) المقطع. تم تصوير الفيديو في نيوجيرسي ومدينة نيويورك، وأنتج الفيديو فريد كاروزو وتم بثه لأول مرة في أبريل 1984
أثار الفيديو الجدل، وتطلبت MTV بعض التعديلات قبل أن يتم بثها. بثت إي تي (برنامج) مقطعًا حول رد فعل الشبكة على المقطع، والذي تم عرضه في وقت متأخر من الليل على شبكات أخرى. على الرغم من أن برانيجان قاومت في البداية، إلا أن شركة التسجيلات الخاصة بها أقنعتها بالسماح بإجراء تعديل طفيف وتم بث الفيديو على قناة MTV، على الرغم من أن الأغنية المنفردة بلغت ذروتها في ذلك الوقت على المخططات. سيتم ترشيح برانيجان لجائزة الموسيقى الأمريكية لعام 1985 لأفضل فنانة فيديو بوب / روك. وكان زميلا برانيجان المرشحان هما تينا تورنر وسيندي لوبر اللذان فازا بالجائزة.

### أداء الرسم البياني
كان تسجيل برانيجان نجاحًا عالميًا متعدد الأشكال. في الولايات المتحدة، أصبحت الأغنية رابع أفضل 10 أغاني على التوالي لبرانيجان على مخطط بيلبورد في عام ونصف، بعد «جلوريا» و «سوليتير» و «كيف يُفترض أن أعيش بدونك». بلغت ذروتها «ضبط النفس» رقم 2 على مخطط أغاني أندية الرقص، وفي 4 على بيلبورد هوت 100 و 5 على الرسم البياني المعاصر للبالغين. في كندا، ضرب المسار رقم 1 في كل من المخططات البوب و AC. دخلت كل من نسخة راف الأصلية ونسخة برانيجان من «التحكم الذاتي» إلى قائمة أفضل 20 في ألمانيا في مايو 1984: في 25 يونيو، افترضت أغنية برانيجان المنفردة المركز الأول، حيث بقي لمدة ستة أسابيع، بينما احتلت نسخة راف المرتبة الأولى دخل «التحكم الذاتي» لبرانيجان أيضًا في المخططات الإيطالية على الرغم من أن هيمنة إصدار راف في موطنه إيطاليا تنبأ بقمة منخفضة نسبيًا في الرسم البياني الإيطالي بلغت 29 لنسخة برانيجان.

## استخدم في وسائل الإعلام
ظهرت نسخة برانيجان من «التحكم الذاتي» في حلقة ميامي فايس "The Great McCarthy" وظهرت في الفيلم التلفزيوني القائم على الحقائق عام 1989 «جريمة قتل بريبي» وحلقة عام 2007 من سلسلة كولد كيس . في عام 2002، تم استخدام تسجيل برانيجان كمسار على محطة الراديو الخيالية Flash FM في لعبة الفيديو جراند ثفت أوتو: فايس سيتي، ويظهر على مجموعة الأقراص المضغوطة جراند ثفت أوتو: فايس سيتي ، وكذلك العديد من المجموعات الناجحة الأخرى. غالبًا ما كانت تستخدم كموسيقى وافرة من قبل مضيف البرامج الحوارية الإذاعية في وقت متأخر من الليل آرت بيل عندما استضاف من الساحل إلى الساحل صباحا في التسعينيات. كانت واردة أيضا في المشاهد الافتتاحية لل نايت رايدر حلقات «هالوين فارس» و «كيت مقابل كار» في عام 2018، سمع نسخة برانيجان في إف إكس الصورة اغتيال جياني فيرساتشي: أمريكا قصة الجريمة حلقة «النسب».